# Bar Refaeli
Bar Refaeli (hebreiska: בר רפאלי), född 4 juni 1985 i Hod HaSharon, Centrala distriktet, Israel, är en israelisk fotomodell, programledare, skådespelerska och affärskvinna. Hon hade 2005–2011 ett förhållande med skådespelaren Leonardo DiCaprio. Sedan 2015 är hon gift med den israeliska affärsmannen Adi Ezra.
2009 prydde Bar Refaeli omslaget på Sports Illustrated Swimsuit Issue.
I maj 2019 var Refaeli en av fyra programledare för Eurovision Song Contest 2019 i Tel Aviv.